# Villa Poiana
La villa Poiana (également écrite Pojana) est une villa veneta d'Andrea Palladio sise à Poiana Maggiore, dans la province de Vicence et la région Vénétie, en Italie.
Cette villa, ainsi que vingt-trois autres et le centre historique de la ville de Vicence sont inscrits sur la liste du patrimoine mondial de l'UNESCO.

## Historique

Plan et vue de la villa Poiana publiés dans Les Quatre Livres de l'architecture (1570).

Entre 1548 et 1549, la villa est commandée à Palladio par le vicentin Bonifacio Poiana, un membre d'une famille loyale et dévouée à la république de Venise ; depuis le Moyen Âge, elle possède une juridiction de type féodal sur des territoires portant son nom.
Sur la propriété foncière, il existe déjà un bâtiment du quattrocento, surmonté d'une tour, où campe encore la famille.
Le chantier avance au ralenti et, de toute façon, les travaux sont terminés en 1563, quand est achevée la décoration intérieure.
Dans Les Quatre Livres de l'architecture comme dans les dessins autographes de Palladio conservés au Royal Institute of British Architects à Londres, la villa est toujours traitée comme une partie d'un projet global de réorganisation et de régularisation de la zone autour des vastes cours. De ce projet, seule a été construite la longue barchessa à gauche de la villa, avec des chapiteaux doriques mais des entrecolonnes toscanes.
Le complexe est complété au XVIIe siècle, quand les descendants de Bonifacio adaptent l'édifice à leur goût et à leurs besoins, avec l'ajout d'un corps de bâtiment, sur la droite de la villa, avec la reprise des moulures des fenêtres. Par ailleurs, au cours de ce même siècle, en 1658, le perron de la villa est orné, de part et d'autre, de deux statues attribuées à Girolamo Albanese.

## Description

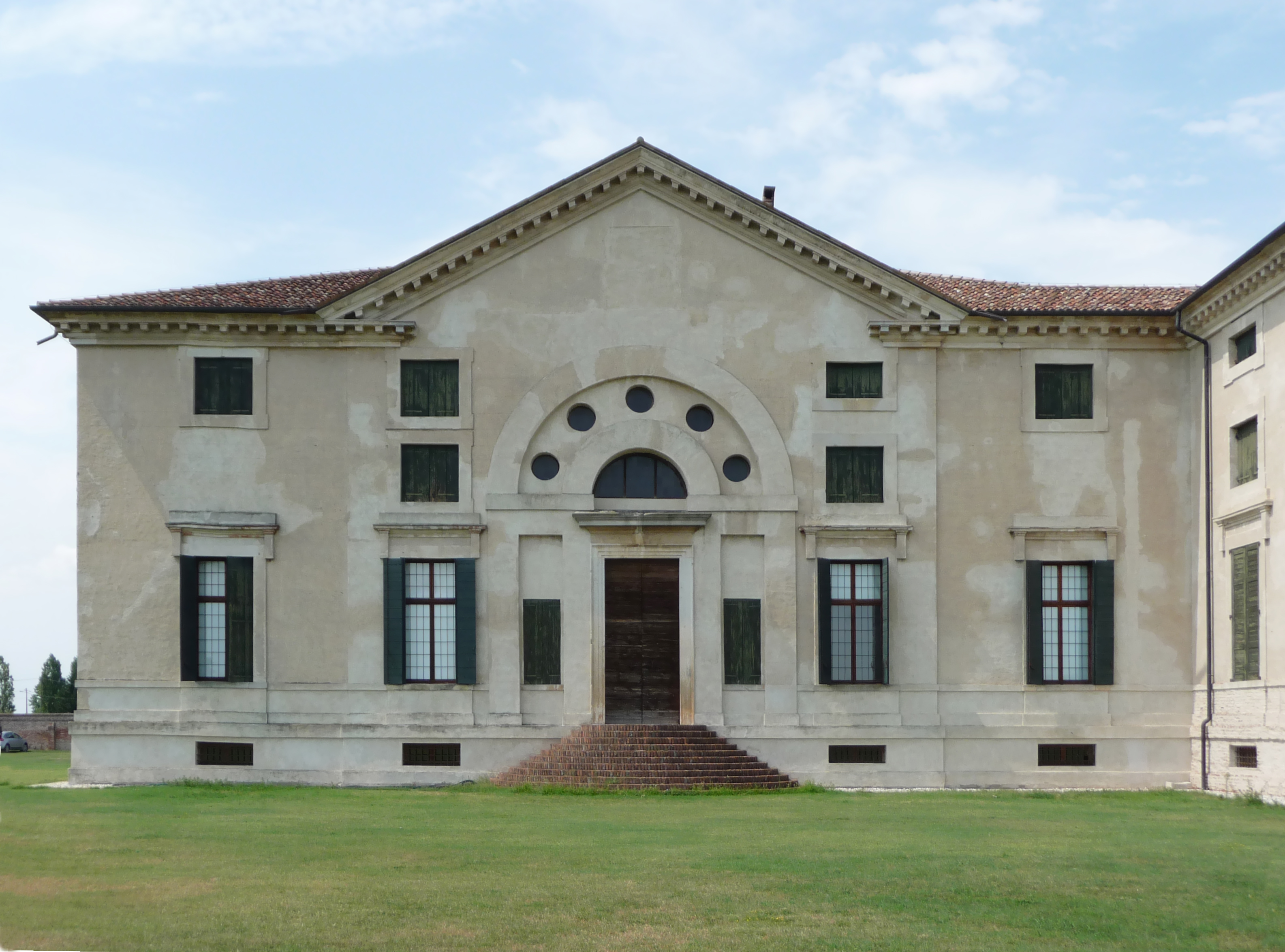
La façade arrière de la villa (reprise de la baie serlienne de la façade principale).

La villa Poiana répond aux objectifs imposés à l'architecte : symboliser la position sociale sur leurs terres, la tradition chevaleresque et l'attachement aux valeurs militaires des Poiana et être fonctionnelle pour la gestion du domaine agricole.
Située loin de la route, à l’intérieur d’une cour profonde et bordée de jardins, la villa repose sur un soubassement, délimité par un bandeau sur toute sa largeur, qui héberge les pièces domestiques. L’étage principal est dominé par une grande salle rectangulaire, avec une voûte en berceau, d'où sont ordonnées, de part et d'autre et de façon symétrique, les pièces d'habitation plus petites, chacune couverte d’une voûte différente.
Évidemment, pour Palladio, l'architecture des thermes romains, découverte et étudiée lors de son voyage à Rome en 1541, est source d'inspiration, jusque dans l'élévation ; ainsi, la corniche d'encorbellement de la façade, un fronton éclaté, dérive de l'enceinte extérieure des thermes de Dioclétien à Rome, comme la baie serlienne des deux façades, un motif issu d'expérimentations bramantesques, avec son double arc cintré percé de cinq oculi.
Plus généralement, Palladio a recherché la logique pour ainsi dire utilitaire de cette architecture thermale antique, avec un langage de formes extraordinairement synthétique, quasi métaphysique. Pour cette villa, Palladio renonce presque totalement à toute forme de décoration. Il opte ainsi pour une baie serlienne paraissant être taillée dans la surface murale et soutenue par de simples piliers, et prive la façade de l'effet dynamique et de l'animation produits, si le choix avait été différent, soit par un portique en avancée, soit par un pronaos ; l'architecte nous délivre l’une de ses plus belles œuvres, un édifice d'une grande sobriété et aux proportions équilibrées. L’absence d’ordre et de partie en pierre travaillée, exception faite pour les entrées de la loggia, a probablement permis une économie globale dans la réalisation de l'ouvrage, confirmée par l’utilisation de la brique et de la terre cuite, sur laquelle des traces de polychromie ont été trouvées lors d'une récente restauration.

## Décoration

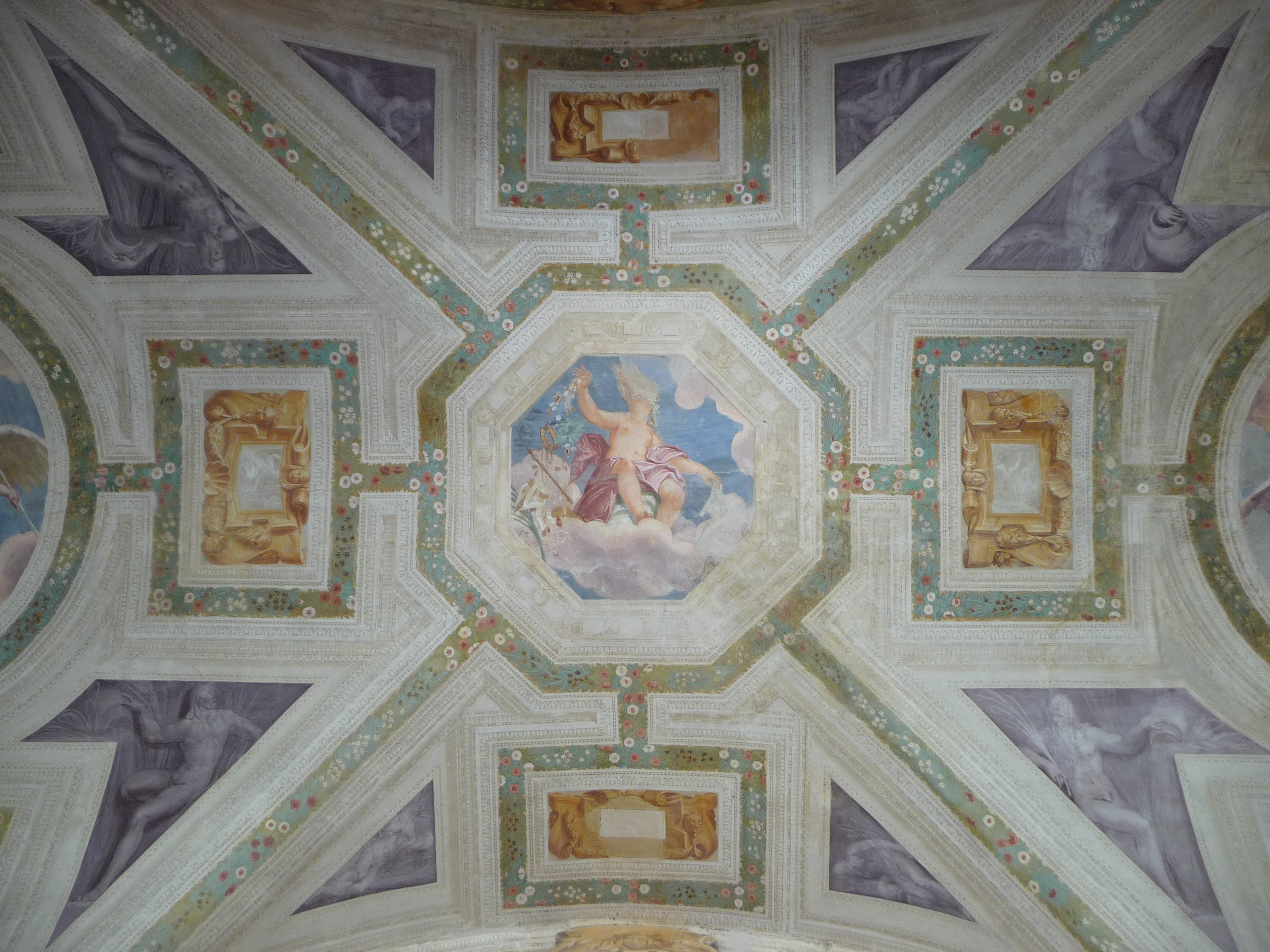
Le décor du plafond de l'atrium.

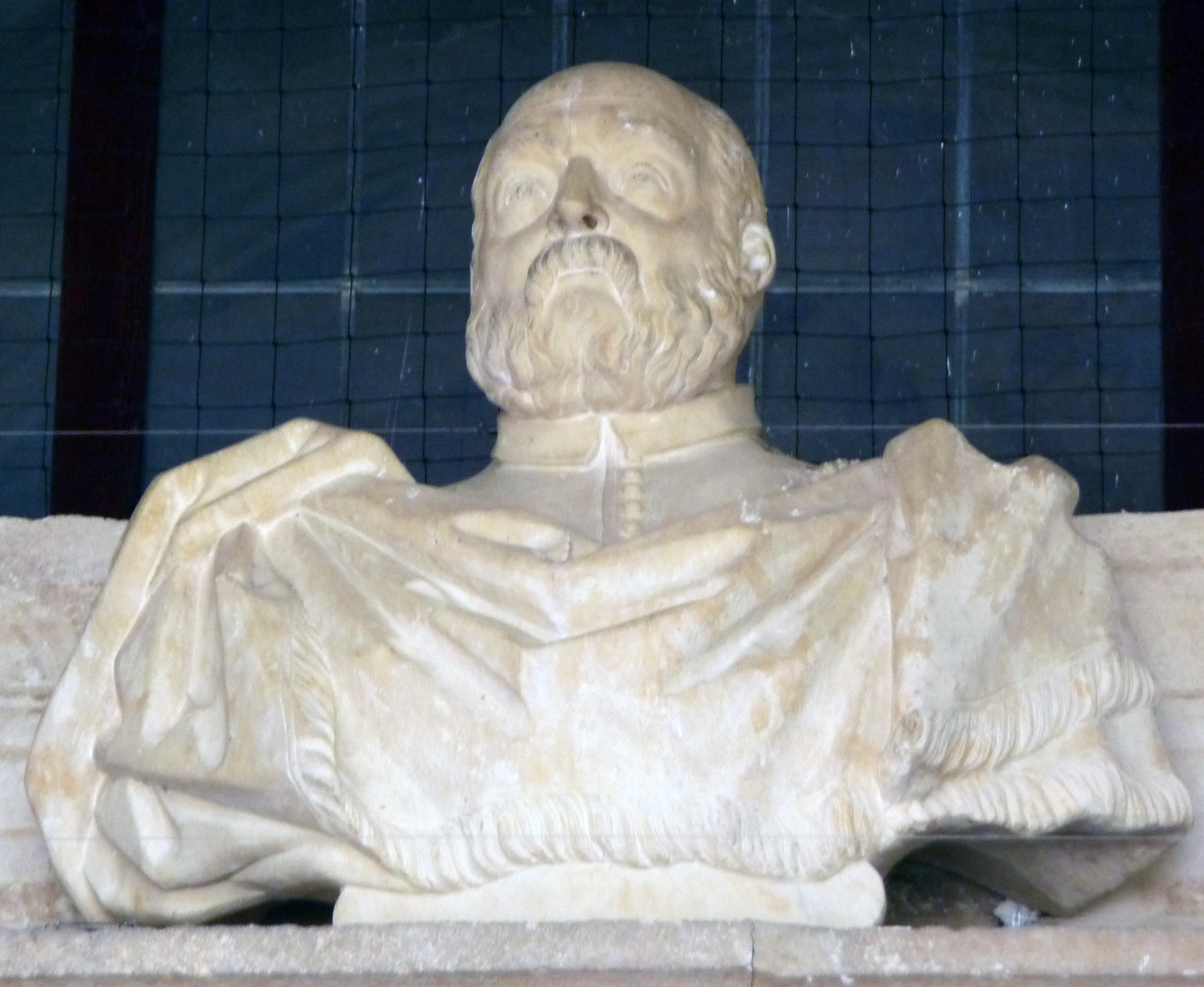
Le buste de Bonifacio Pojana.

Palladio lui-même rapporte que les décorations intérieures sont dues à Bernardino India, Anselmo Canera et Bartolomeo Ridolfi. Les deux peintres, India et Canera ont peint les fresques (les grotesques sont d'India) ; Ridolfi, décorateur et sculpteur, a exécuté les stucs et toutes les cheminées.
Dans l'atrium, d'élégants encadrements en stuc, dont les motifs floraux s'entrelacent autour de reliefs en trompe-l'œil, renferment des monochromes de dieux fleuves, alors qu'ici et là apparaissent des trouées de ciel peuplées d'autres divinités. Le buste de Bonifacio Poiana, placé au-dessus de la porte d’entrée principale, regarde vers le bas et semble surveiller l’entrée des visiteurs de sa villa ; au-dessus de lui figurent les armoiries de la famille et des trophées militaires. D'autres décorations représentent, sur un fond de paysage, des vues de Pompei composées de ruines pittoresques et des colonnes cassées, tandis que des figures monochromes de guerriers montent la garde dans des niches en trompe-l’œil. Le plafond, peint à fresques et dont le panneau central est une allégorie de la Fortune, est attribué à Giovanni Battista Zelotti.
La fresque la plus significative se trouve dans la salle principale, dénommée salon de l'empereur ; elle représente une famille de l’antiquité classique, dont les membres sont vêtus de tuniques et de toges. Ils sont agenouillés devant un autel, pendant que le chef de famille éteint le flambeau de la guerre aux pieds de la statue de la Paix, placée sur cet autel. Il s'agit d'une claire allusion à la paix péniblement acquise au XVIe siècle après la Guerre de la Ligue de Cambrai, durant laquelle les Poiana ont fait preuve de loyauté envers la Sérénissime, et qui a permis aux vénitiens de bénéficier du développement de la terraferma.

## Galerie

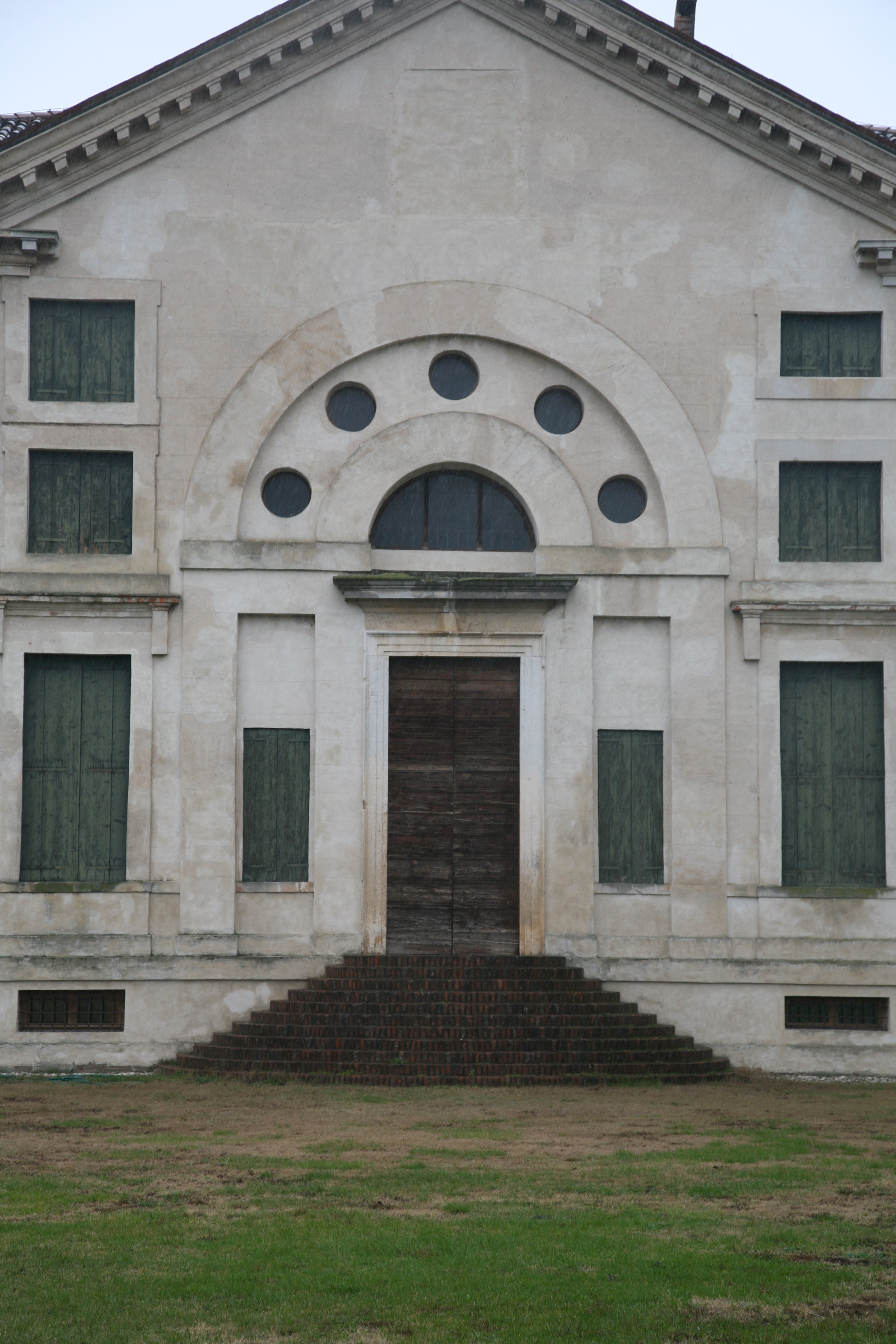
Détail de la baie serlienne de la façade postérieure.
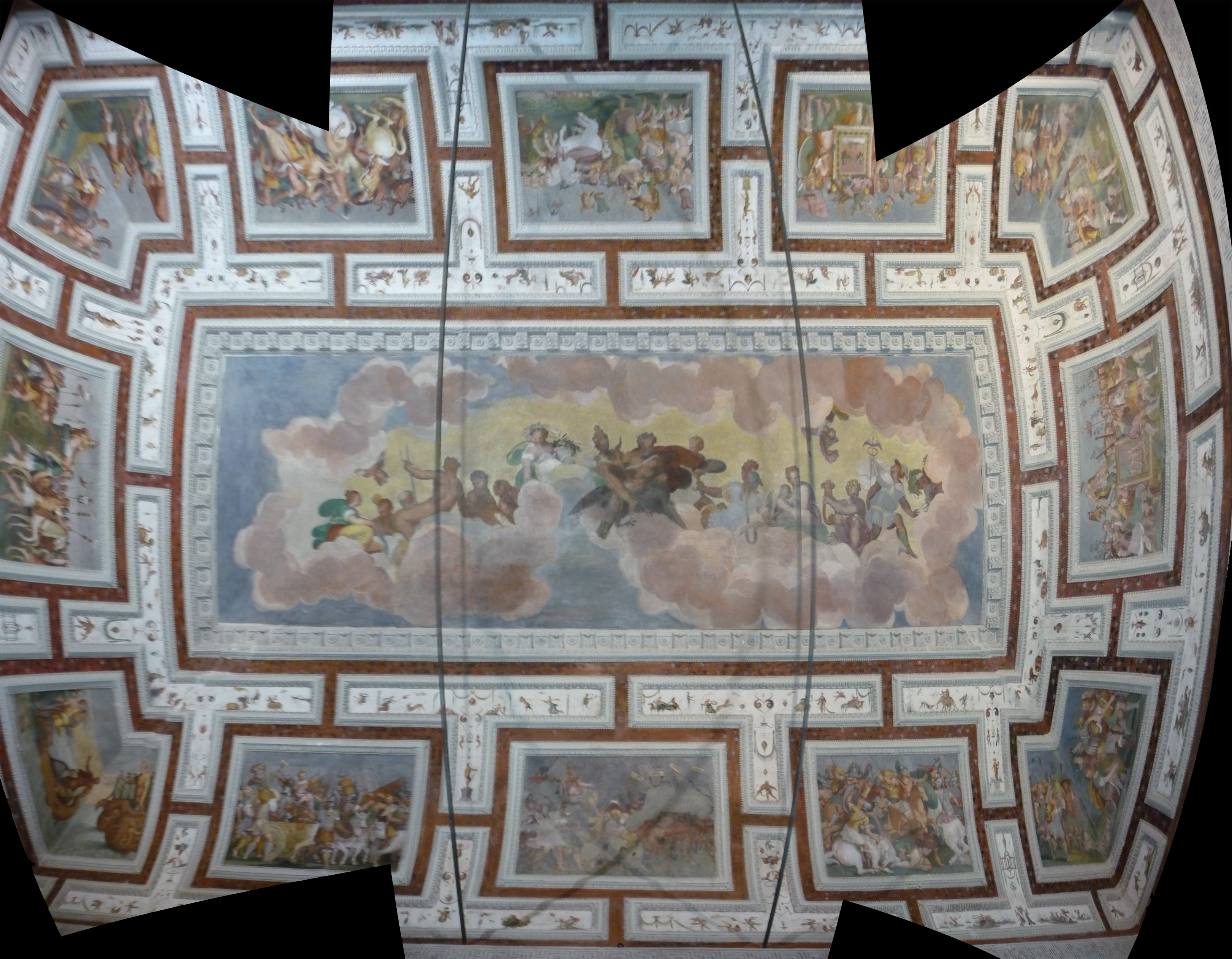
Le décor du plafond de la salle principale.
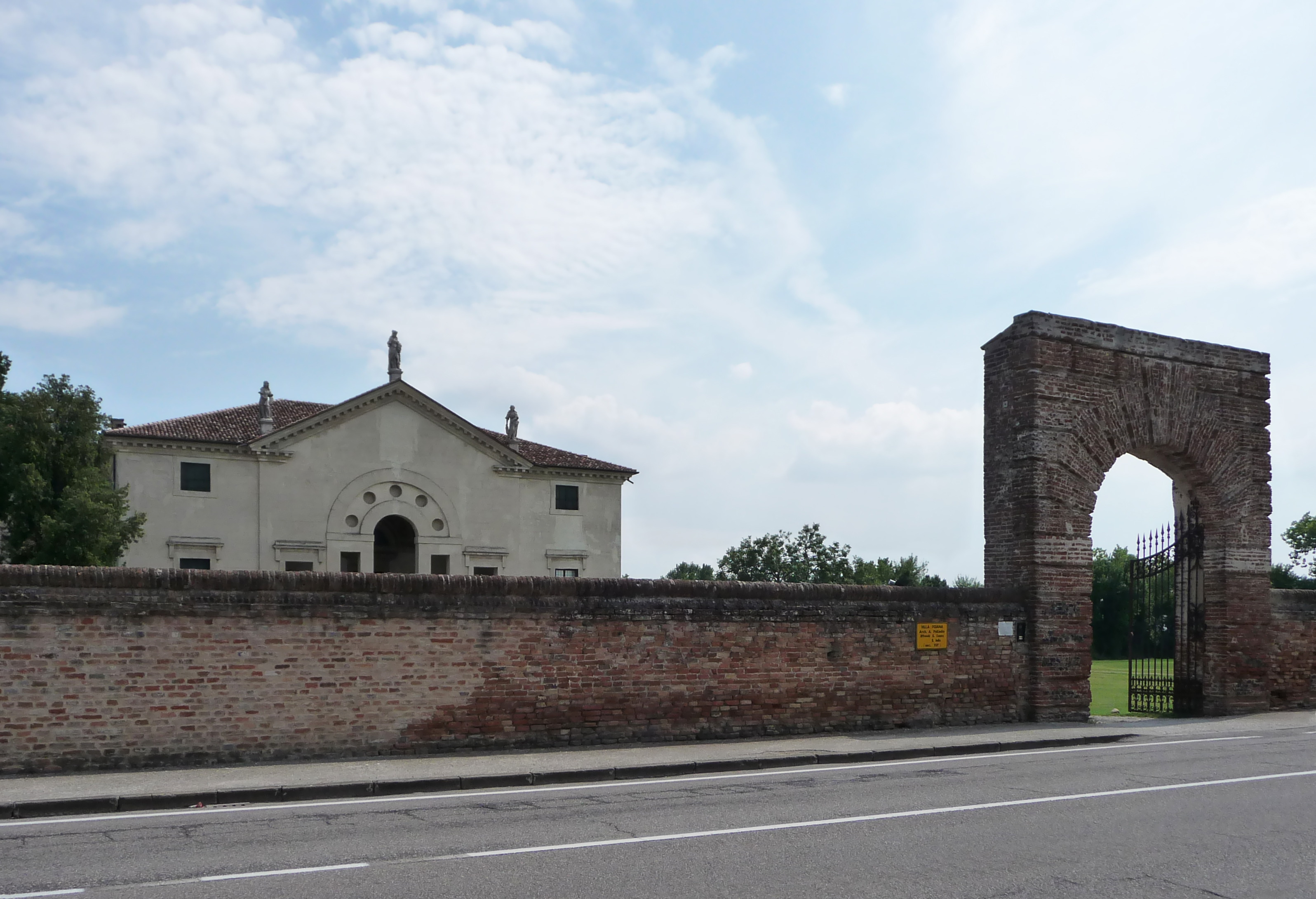
Vue de la villa et de son portail d'entrée.

## Sources de traduction
- (it) Cet article est partiellement ou en totalité issu de l’article de Wikipédia en italien intitulé « Villa Pojana » (voir la liste des auteurs) dans sa version du 7 septembre 2009. Il est lui-même issu du texte relatif à la villa Poiana, sur le site du CISA, http://www.cisapalladio.org, lequel a autorisé sa publication (cf  tkt #2008031210017761)